# Bürgermedaille

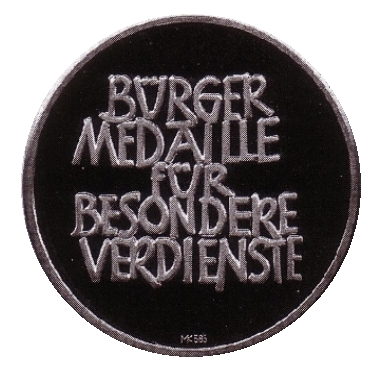
Bürgermedaille der Stadt Aschaffenburg (Vorderseite)

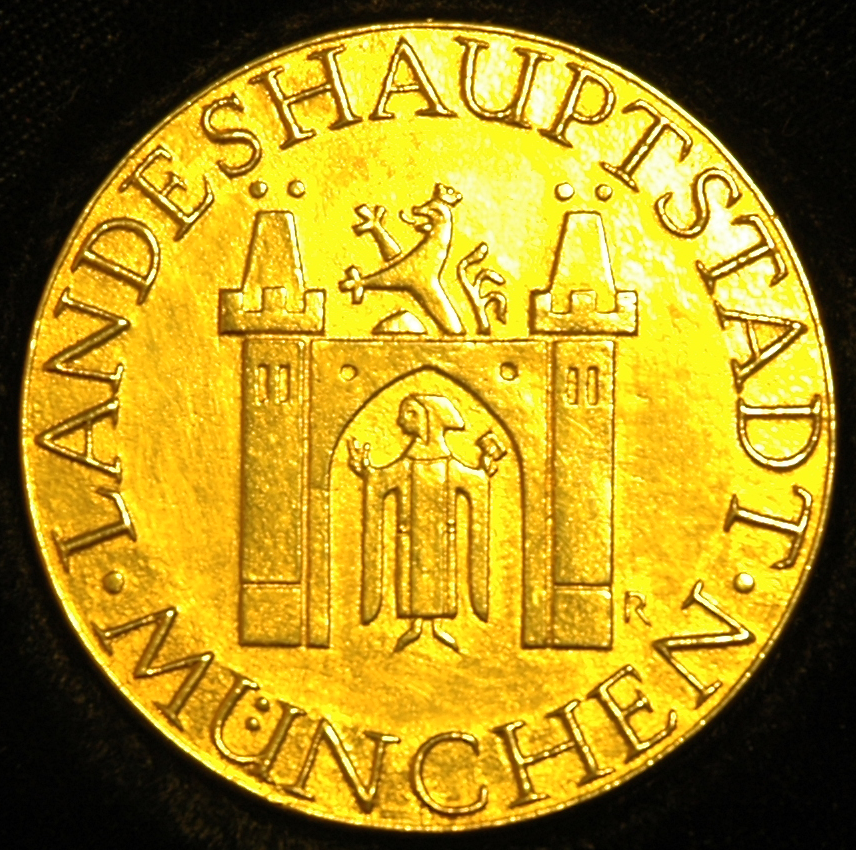
Goldene Bürgermedaille der Stadt München (Vorderseite)

Die Bürgermedaille ist eine kommunale Auszeichnung, die von Städten und Gemeinden in Deutschland an Bürgerinnen und Bürger für besondere Verdienste um das Gemeinwohl verliehen wird. Sie dient als öffentliche Anerkennung für herausragendes ehrenamtliches Engagement oder außergewöhnliche Leistungen zum Wohle der Stadt und ihrer Einwohner.

## Geschichte und Bedeutung
Die Tradition der Bürgermedaillen reicht in vielen deutschen Städten bis ins 19. Jahrhundert zurück. So erhielt beispielsweise die Stadt München bereits 1824 die Genehmigung zur Verleihung einer solchen Auszeichnung. In der Nachkriegszeit gewann die Bürgermedaille als Instrument der kommunalen Ehrung zunehmend an Bedeutung. Zu den Städten, die Bürgermedaillen verleihen, zählen unter vielen anderen Nürnberg (seit 1960), Stuttgart (seit 1970), Braunschweig (seit 1988) und Frankfurt am Main (seit 2002).

## Verleihungskriterien
Die Kriterien für die Verleihung einer Bürgermedaille variieren je nach Stadt, folgen aber meist ähnlichen Grundsätzen. Zu den Gründen zählen langjähriges ehrenamtliches Engagement in Vereinen oder Institutionen, herausragende Verdienste um das Gemeinwohl, besondere Leistungen in den Bereichen Kultur, Soziales, Sport oder Wirtschaft oder die Förderung des Ansehens der Stadt.
Die Entscheidung über die Verleihung trifft in der Regel der Stadtrat oder ein spezielles Gremium auf Vorschlag des Oberbürgermeisters oder der Stadtratsfraktionen nach den Regeln einer entsprechenden städtischen Satzung.

## Gestaltung und Verleihung

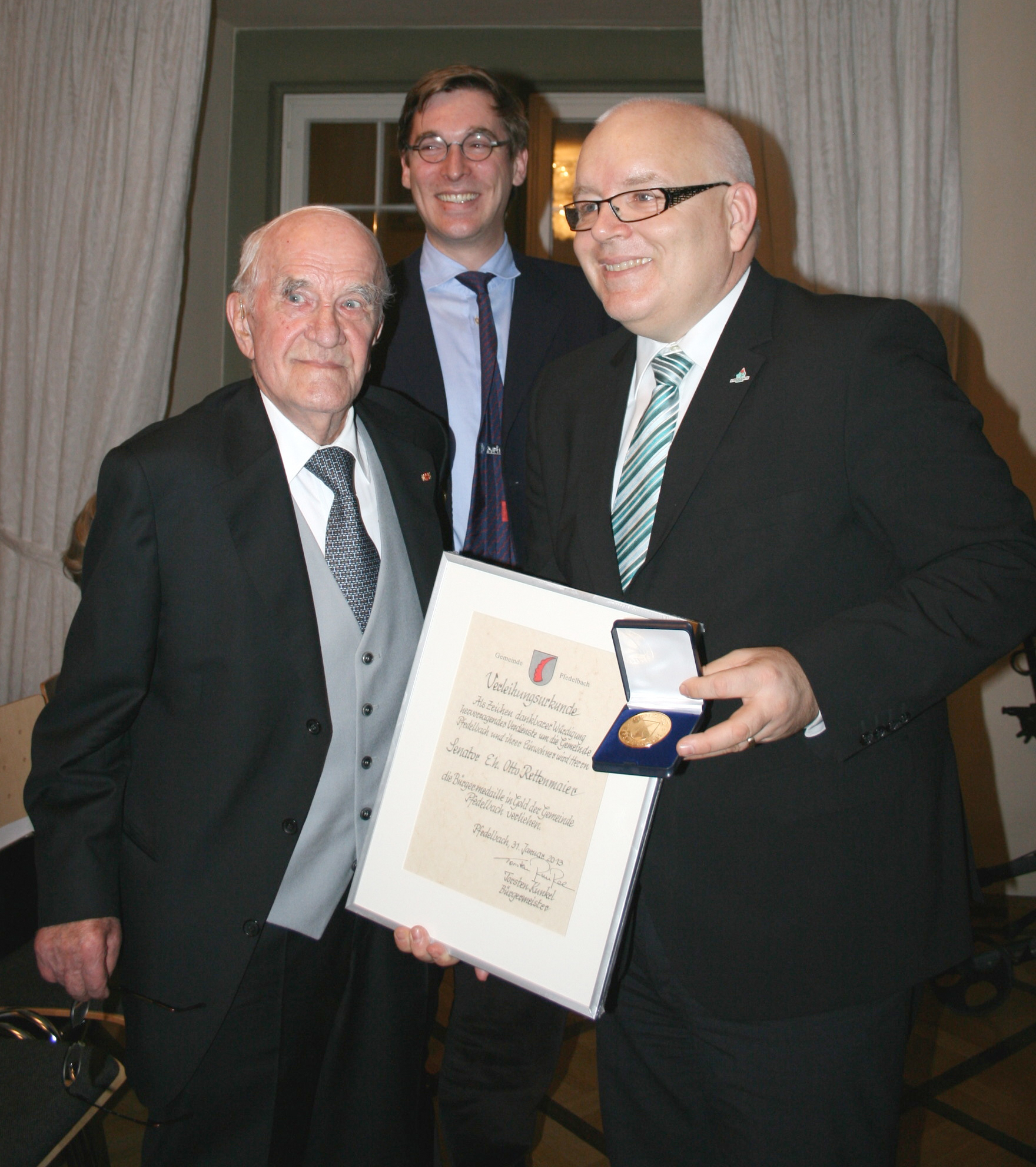
Verleihung einer Bürgermedaille 2013 in Pfedelbach

Bürgermedaillen bestehen meist aus Metall, wobei einige Städte wie München auch Goldmedaillen verleihen. Die Vorderseite zeigt typischerweise das Stadtwappen, während die Rückseite eine Widmung und den Namen der geehrten Person trägt. Der Durchmesser variiert, liegt aber oft bei 40 bis 50 mm.
Die Verleihung findet üblicherweise in einem feierlichen Rahmen statt, oft im Rathaus der Stadt. Neben der Medaille erhalten die Geehrten eine Urkunde und werden in ein Ehrenbuch der Stadt eingetragen.

## Bedeutung für die Kommunen
Die Bürgermedaille erfüllt für Städte und Gemeinden mehrere wichtige Funktionen: Würdigung des bürgerschaftlichen Engagements, Stärkung der Identifikation der Bürger mit ihrer Stadt, Förderung des Ehrenamts und öffentliche Anerkennung vorbildlichen Verhaltens. Durch die Verleihung der Bürgermedaille unterstreichen Kommunen die Bedeutung des freiwilligen Engagements für ein funktionierendes Gemeinwesen und setzen Anreize für weiteres bürgerschaftliches Engagement.